# 요시카와촌 (히로시마현 세라군)
요시카와촌(吉川村)은 일본 히로시마현 세라군에 설치되었던 촌이다. 현재의 세라군 세라정, 히가시히로시마시의 일부에 해당한다.